# 克勞福德鎮區 (密蘇里州布坎南縣)
克勞福德鎮區（英語：Crawford Township）是位於美國密蘇里州布坎南縣的一個行政鎮區。

## 地方資料
克勞福德鎮區的面積為91.40平方千米，皆為陸地。根據2020年美國人口普查的數據，當地共有人口884人，而人口密度為每平方千米9.67人。